# Danh sách đĩa đơn quán quân Hot 100 năm 1970 (Mỹ)
Billboard Hot 100, công bố hàng tuần bởi tạp chí Billboard, là bảng xếp hạng các đĩa đơn thành công nhất tại thị trường âm nhạc Hoa Kỳ.

## Lịch sử xếp hạng
| Ngày phát hành | Bài hát                                                           | Nghệ sĩ                        |
| -------------- | ----------------------------------------------------------------- | ------------------------------ |
| 3 tháng 1      | "Raindrops Keep Fallin' on My Head"                               | B. J. Thomas                   |
| 10 tháng 1     | "Raindrops Keep Fallin' on My Head"                               | B. J. Thomas                   |
| 17 tháng 1     | "Raindrops Keep Fallin' on My Head"                               | B. J. Thomas                   |
| 24 tháng 1     | "Raindrops Keep Fallin' on My Head"                               | B. J. Thomas                   |
| 31 tháng 1     | "I Want You Back"                                                 | The Jackson 5                  |
| 7 tháng 2      | "Venus"                                                           | Shocking Blue                  |
| 14 tháng 2     | "Thank You (Falettinme Be Mice Elf Agin)" / "Everybody Is a Star" | Sly & the Family Stone         |
| 21 tháng 2     | "Thank You (Falettinme Be Mice Elf Agin)" / "Everybody Is a Star" | Sly & the Family Stone         |
| 28 tháng 2     | "Bridge over Troubled Water"                                      | Simon & Garfunkel              |
| 7 tháng 3      | "Bridge over Troubled Water"                                      | Simon & Garfunkel              |
| 14 tháng 3     | "Bridge over Troubled Water"                                      | Simon & Garfunkel              |
| 21 tháng 3     | "Bridge over Troubled Water"                                      | Simon & Garfunkel              |
| 28 tháng 3     | "Bridge over Troubled Water"                                      | Simon & Garfunkel              |
| 4 tháng 4      | "Bridge over Troubled Water"                                      | Simon & Garfunkel              |
| 11 tháng 4     | "Let It Be"                                                       | The Beatles                    |
| 18 tháng 4     | "Let It Be"                                                       | The Beatles                    |
| 25 tháng 4     | "ABC"                                                             | The Jackson 5                  |
| 2 tháng 5      | "ABC"                                                             | The Jackson 5                  |
| 9 tháng 5      | "American Woman" / "No Sugar Tonight"                             | The Guess Who                  |
| 16 tháng 5     | "American Woman" / "No Sugar Tonight"                             | The Guess Who                  |
| 23 tháng 5     | "American Woman" / "No Sugar Tonight"                             | The Guess Who                  |
| 30 tháng 5     | "Everything is Beautiful"                                         | Ray Stevens                    |
| 6 tháng 6      | "Everything is Beautiful"                                         | Ray Stevens                    |
| 13 tháng 6     | "The Long and Winding Road" / "For You Blue"                      | The Beatles                    |
| 20 tháng 6     | "The Long and Winding Road" / "For You Blue"                      | The Beatles                    |
| 27 tháng 6     | "The Love You Save"                                               | The Jackson 5                  |
| 4 tháng 7      | "The Love You Save"                                               | The Jackson 5                  |
| 11 tháng 7     | "Mama Told Me (Not to Come)"                                      | Three Dog Night                |
| 18 tháng 7     | "Mama Told Me (Not to Come)"                                      | Three Dog Night                |
| 25 tháng 7     | "(They Long to Be) Close to You"                                  | The Carpenters                 |
| 1 tháng 8      | "(They Long to Be) Close to You"                                  | The Carpenters                 |
| 8 tháng 8      | "(They Long to Be) Close to You"                                  | The Carpenters                 |
| 15 tháng 8     | "(They Long to Be) Close to You"                                  | The Carpenters                 |
| 22 tháng 8     | "Make It with You"                                                | Bread                          |
| 29 tháng 8     | "War"                                                             | Edwin Starr                    |
| 5 tháng 9      | "War"                                                             | Edwin Starr                    |
| 12 tháng 9     | "War"                                                             | Edwin Starr                    |
| 19 tháng 9     | "Ain't No Mountain High Enough"                                   | Diana Ross                     |
| 26 tháng 9     | "Ain't No Mountain High Enough"                                   | Diana Ross                     |
| 3 tháng 10     | "Ain't No Mountain High Enough"                                   | Diana Ross                     |
| 10 tháng 10    | "Cracklin' Rosie"                                                 | Neil Diamond                   |
| 17 tháng 10    | "I'll Be There"                                                   | The Jackson 5                  |
| 24 tháng 10    | "I'll Be There"                                                   | The Jackson 5                  |
| 31 tháng 10    | "I'll Be There"                                                   | The Jackson 5                  |
| 7 tháng 11     | "I'll Be There"                                                   | The Jackson 5                  |
| 14 tháng 11    | "I'll Be There"                                                   | The Jackson 5                  |
| 21 tháng 11    | "I Think I Love You"                                              | The Partridge Family           |
| 28 tháng 11    | "I Think I Love You"                                              | The Partridge Family           |
| 5 tháng 12     | "I Think I Love You"                                              | The Partridge Family           |
| 12 tháng 12    | "The Tears of a Clown"                                            | Smokey Robinson & the Miracles |
| 19 tháng 12    | "The Tears of a Clown"                                            | Smokey Robinson & the Miracles |
| 26 tháng 12    | "My Sweet Lord" / "Isn't It a Pity"                               | George Harrison                |